# 卵祖細胞

卵子形成の過程
卵祖細胞は最上部に描かれた一次卵母細胞の一段階前の細胞である。

卵祖細胞（らんそさいぼう、oogonium）とは、卵母細胞や卵子形成の出発点となる幹細胞。ヒトにおいては、胎児期の初期において、将来卵巣となる細胞群二次性索の分化によって形成される。核小体が明瞭な卵形の大きな核とエオジン（eosin）に淡く染まる細胞質を有する。

## 概要
卵祖細胞は体細胞と同じ倍数体の細胞である。
出生前に大部分は変性してしまうが、同時に一次卵母細胞への分化も進む。出生時においては、20万～200万の一次卵母細胞が残り、思春期までに4万個までに減少する。
思春期になると、卵祖細胞は栄養をとって肥大し、一次卵母細胞(図、成熟を開始した一次卵母細胞)となる。一次卵母細胞は卵黄質をたくわえて非常に大きくなり、直径120～150μｍにもなる。一次卵母細胞はついで2回の連続した成熟分裂を行うが、ふつう第1回めの分裂で染色体が半減する(減数分裂)。
一次卵母細胞は第1回めの分裂で1個の大きい二次卵母細胞(卵娘細胞)と1個の小さい第1極細胞(第1極体)になる。ついで、第2回めの分裂で大きい二次卵母細胞は同様にして、1個の卵子と1個の小さい第2極細胞(図、極体)となる。また、第1極細胞は2個の小さい第2極細胞(図、極体)になる。なお、極体が放出された場所が胚の動物極となり、反対側が植物極となる。
排卵は第1回めの分裂途中でおこり、受精はその直後に卵管膨大部でおこる。受精が行われなかったときは第2回めの分裂はおこらず、二次卵母細胞はおよそ24時間で死に、体外に排出される。